# Raggruppamento giovanile studenti e lavoratori
Il Raggruppamento giovanile studenti e lavoratori è stato l'associazione giovanile del Movimento Sociale Italiano, costituita nel 1947 e confluita nel settembre 1971 insieme all'associazione studentesca Giovane Italia nel Fronte della Gioventù.

## Storia
Il primo gruppo giovanile del MSI fu costituito già nel dicembre 1946, con primo segretario il ventiduenne Lando Dell'Amico. 
Pochi mesi dopo, nel 1947, fu denominato Raggruppamento giovanile studenti e lavoratori, con Roberto Mieville segretario. L'anno dopo Mieville, a 28 anni, fu uno dei primi 6 deputati del MSI eletti alla Camera.
Il 31 ottobre 1947 vi confluirono i Nuclei Universitari e il 20 novembre aderì al Raggruppamento il Fronte Giovanile di Marcello Perina. La nuova giunta nazionale è composta dal segretario Mieville e da Giuseppe Ciammaruconi, Guido Scotto, Luca Blasi, Loris Lolli e Antonio Marietti.
Nel primo statuto del MSI viene stabilito che fino ai 21 anni non si aderisce partito ma al "RGSL". Nel gennaio 1949 nasce il settimanale ufficiale, L'Assalto, anche se la rivista più seguita sarà La Sfida. La prima direzione nazionale si riunisce il 12 marzo 1949, con interventi di Mieville, Perina, Enzo Erra, Giuseppe Ciammaruconi, Primo Siena, Angelo Nicosia ed Enrico de Boccard. Pochi mesi dopo Mieville si dimette, sostituito da Cesco Giulio Baghino e la giunta azzerata. Nel maggio 1950 gli universitari lasciano il RGSL e fondano il FUAN.
A Bologna in occasione della II assemblea nazionale del raggruppamento giovanile del settembre 1950, con interventi di Pino Rauti, Giorgio Pisanò, Silvio Vitale e Mirko Tremaglia, passa la linea "dell'opposizione sia al capitalismo che al comunismo". Entrano in giunta gli evoliani Fausto Gianfranceschi e Clemente Graziani. Nell'agosto 1952 nasce il primo campo paramilitare della storia della gioventù di destra: a Lavazè in Trentino, cui interverrà uno dei massimi dirigenti della Gioventù falangista spagnola, Josè Luis de Blas
. Nel settembre 1952 intanto Erra è eletto segretario .
Il 13 e 14 novembre 1954 l'allora Segretario del Raggruppamento giovanile studenti e lavoratori missino, Baghino, in occasione del I convegno nazionale degli studenti medi del Movimento Sociale Italiano, aveva invitato i settori degli studenti medi ad intitolare i propri gruppi, provinciali o comunali, con il nome Giovane Italia.
Scopo dichiarato dell'allora segretario del Raggruppamento Giovanile Studenti e Lavoratori di Baghino, era quello di entrare con maggiore facilità nelle scuole, accantonando la sigla di partito, così come era stato già fatto a Palermo (Giovanni Gentile), Bari (Giovani Goliardi), Trieste (associazione studenti d'Italia), Bolzano (Sorci Verdi).
Nel 1955 il neo segretario missino Michelini, affida il RGSL a Giulio Caradonna, mentre gli evoliani usciranno nel gennaio 1957 per confluire nel Centro Studi Ordine Nuovo.
Nel 1967 Caradonna lascia la guida dei giovani missini a Massimo Anderson, che proveniva dalla "Giovane Italia".
Il '68 vedrà i giovani del "RGSL" in linea con i vertici del MSI, spesso in contrapposizione con gli universitari del FUAN. Un gruppo di giovani missini, con i Volontari Nazionali provenienti da varie regioni e guidati da Caradonna intervennero il 16 marzo 1968 presso l'Università "La Sapienza" di Roma per mettere fine all'occupazione dell'università da parte degli studenti, contrapponendosi anche ad esponenti della destra universitaria impegnati nell'occupazione.
Nel settembre 1971 l'associazione studentesca Giovane Italia di Pietro Cerullo e il Raggruppamento Giovanile Studenti e Lavoratori guidato da Massimo Anderson, si sciolsero e confluirono nel nuovo Fronte della Gioventù, la nuova organizzazione giovanile dell'MSI.